# Wencke Myhre
Wencke Myhre de son vrai nom Wenche Synnøve Myhre est une chanteuse de schlager norvégienne née le 15 février 1947 à Kjelsås/Oslo. Elle est célèbre depuis les années 1960 et chante en norvégien, en allemand et en suédois. Elle représenta l'Allemagne au Concours Eurovision de la chanson 1968.

## Discographie

### Singles
Ja ich weiß, wen ich will
DE: 49 - 1964 - 9 Wo.
Sprich nicht drüber
DE: 5 - 1965 - 16 Wo.
Weißes Tuch im blauen Jackett
DE: 26 - 1966 - 9 Wo.
Beiß nicht gleich in jeden Apfel
DE: 6 - 1966 - 13 Wo.
AT: 8 - 1966 - 8 Wo.
Wer hat ihn geseh'n?
DE: 34 - 1967 - 9 Wo.
Komm allein
DE: 9 - 1967 - 21 Wo.
AT: 3 - 1967 - 16 Wo.
Ein Hoch der Liebe
DE: 18 - 1968 - 9 Wo.
AT: 17 - 1968 - 5 Wo.
Flower-Power-Kleid
DE: 17 - 1968 - 10 Wo.
AT: 16 - 1968 - 8 Wo.
Die Liebe im Allgemeinen
DE: 30 - 1968 - 9 Wo.
Er steht im Tor
DE: 4 - 1969 - 20 Wo.
AT: 3 - 1969 - 12 Wo.
Abendstunde hat Gold im Munde
DE: 36 - 1969 - 3 Wo.
Wo hast du denn die schönen blauen Augen her
AT: 14 - 1970 - 4 Wo.
Er hat ein knallrotes Gummiboot
DE: 21 - 1970 - 11 Wo.
AT: 16 - 1970 - 8 Wo.
Der Mann auf dem Zehnmarkschein
DE: 41 - 1971 - 3 Wo.
Das wär' John nie passiert
DE: 44 - 1976 - 3 Wo.
Eine Mark für Charly
DE: 28 - 1977 - 17 Wo.
AT: 9 - 1977 - 8 Wo.
Lass mein Knie, Joe
DE: 16 - 1978 - 12 Wo.